# Gabriel Marcinów
Gabriel Marcinów (ur. 16 marca 1992 r. w Nowym Targu) – polski motocyklista startujący w trialu, zawodnik klubu BKM Silesia Bytom. Wielokrotny Mistrz Polski.

## Kariera
Pierwszy kontakt z motocyklem miał w piątym roku życia, w 2014 trenował już około 12 lat.  Bierze udział w Mistrzostwach Polski oraz reprezentuje barwy Polski na arenach międzynarodowych w klasie Championship. W 2014 był najlepszym zawodnikiem w kraju, co zaowocowało już w wieku 18 lat zdobyciem tytułu Mistrza Polski. Tytuł ten do 2014 wywalczył dwukrotnie, a dwukrotnie utracił na poczet bardziej doświadczonego i starszego zawodnika z Czech.
Przez kilka lat poprzedzających 2014 w sezonie zimowym trenował w Hiszpanii pod okiem wielokrotnego Mistrza Świata – Adama Ragi oraz Wicemstrza Świata – Joan Pons. Student kierunku sport-turystyka na wydziale Rekreacja i Turystyka na uczelni PPUZ w Nowym Targu.

## Osiągnięcia
| ROK  | OSIĄGNIĘCIA                                    |
| ---- | ---------------------------------------------- |
| 2005 | Wicemistrz Polski Młodzików                    |
| 2006 | Wicemistrz Polski Młodzików                    |
| 2007 | Mistrz Polski Młodzików                        |
| 2008 | II Wicemistrz Polski w klasyfikacji generalnej |
| 2008 | Mistrz Polski Młodzików                        |
| 2009 | Wicemistrz Polski w klasyfikacji generalnej    |
| 2009 | Mistrz Polski Juniorów                         |
| 2010 | Mistrz Polski w klasyfikacji generalnej        |
| 2010 | Mistrz Polski Juniorów                         |
| 2011 | Wicemistrz Polski w klasyfikacji generalnej    |
| 2011 | Mistrz Polski Juniorów                         |
| 2012 | Mistrz Polski w klasyfikacji generalnej        |
| 2012 | Mistrz Polski Juniorów                         |
| 2013 | Wicemistrz Polski w klasyfikacji generalnej    |
| 2013 | Mistrz Polski Juniorów                         |
| 2014 | Mistrz Polski w klasyfikacji generalnej        |
| 2015 | Mistrz Polski w klasyfikacji generalnej        |